# X. Keresztély dán király
X. Keresztély, teljes nevén Glücksburg Christian Carl Frederik Albert Alexander Vilhelm (Koppenhága, 1870. szeptember 26. ─ Koppenhága, 1947. április 20.) Dánia királya haláláig, valamint Izland egyetlen királya lemondásáig.

## Ifjúsága
Keresztély herceg 1870. szeptember 26-án született a koppenhágai charlottenlundi palotában, apai nagyapja, IX. Keresztély uralkodása idején, VIII. Frigyes dán király és Bernadotte Lujza legidősebb gyermekeként. A Christiansborg palotában keresztelték meg október 31-én. A hercegnek még 7 testvére volt. 1889-ben letette a dán egyetemi felvételi vizsgát és a királyi családban  szokásos katonai oktatást kapott, majd az 5. dragonyos ezrednél szolgált. Ezután a randersi tiszti akadémián tanult 1891-től 1892-ig. 1906-ban nagyapja, IX. Keresztély dán király meghalt, ekkor Keresztély apja, VIII. Frigyes foglalta el a trónt és Keresztély lett a trón első várományosa.

## Házassága
Keresztély herceg 1898. április 26-án házasodott össze III. Frigyes Ferenc mecklenburg–schwerini nagyherceg lányával, Alexandrinával. Két fiuk született:Frigyes herceg (1899), Knut herceg (1900).

## Uralkodása

### Trónra lépése
1912. május 14-én VIII. Frigyes király meghalt Hamburgban. Keresztély ekkor Nizzában tartózkodott itt tudta meg apja halálhírét. Hazatérése után X. Keresztély néven trónra lépett.

### Húsvéti válság
A  Schleswig miatt kialakult   konfliktus 1920 áprilisában válságot robbantott ki, ez a  dán monarchia fejlődésének egyik meghatározó eseménye a 20. században.    A versailles-i békeszerződés feltételei szerint Schleswig további sorsát népszavazással döntötték  el: az egyiket Schleswig északi részén, a másikat Schleswig központjában tartották. Dél-Schleswigben nem terveztek népszavazást, hiszen azt német többség uralta és az első  világháború után is a német állam része maradt.
Észak-Schleswigben a választók 75%-a szavazott a Dániával való újraegyesítésre, a választók 25%-a pedig továbbra is Németországban maradt volna. Ebben a szavazásban az egész régiót oszthatatlan egységnek tekintették és az egész régió Dániára jutott. Schleswig központjában 80% szavazott Németországra és 20% Dániára. Az eredmények ismeretében Carl Theodor Zahle miniszterelnök megállapította, hogy az észak-schleswigi újraegyesítés tovább haladhat, míg Schleswig központja német ellenőrzés alatt marad.
Számos dán nacionalista úgy érezte, hogy legalább Flensburg városát vissza kellene adni Dániának, függetlenül a népszavazás eredményeitől, jelentős dán kisebbség miatt. X. Keresztély egyetértett ezekkel a véleményekkel és  utasította Zahle miniszterelnököt, hogy vegye fel Flensburgot az újraegyesítési folyamatba. A miniszterelnök elutasította ezt, néhány nappal később pedig – a királlyal folytatott eszmecsere után – Zahle lemondott a miniszterelnöki posztról. A király és az ellenzék azt akarta, hogy Flensburg városát is visszaköveteljék, a kormány viszont csak azokat a területekre tartott igényt, ahol a dán lakosság volt többségben. X. Keresztély – bízva az emberek támogatásában – feloszlatta a Zahle-kormányt, előidézve ezzel az 1920-as húsvéti válságot.

### A második világháború
1940. április 9-én Németország egy egyesített szárazföldi, tengeri és légi haderővel váratlanul lerohanta Dániát. Megközelítőleg 120 000 főre volt tehető a német haderő létszáma, akik az Unternehmen Weserübung  fedőnevű akcióban részt vettek. A németek legyőzték Dánia hadseregét, haditengerészetét és megsemmisítették a hadsereg légiflottáját is. X. Keresztély tisztában volt azzal, hogy Dánia lehetetlen helyzetben van. Területe és lakossága túl kicsi ahhoz, hogy ellenálljon Németországnak. Mivel az ország területének nagy része síkság volt, emiatt a német hadsereg könnyen végighaladhatott az országon.  Dánia német megszállás alá került egészen 1945. május 5-ig.
A második világháború alatt számos európai uralkodó talált menedékre Dániában, miután az országukat megszállták, így III. Lipót belga király, Vilma holland királynő, II. György görög király, Sarolta luxemburgi nagyhercegnő, II. Péter jugoszláv király és Keresztély öccse, VII. Haakon norvég király is.
Adolf Hitler 1942-ben hosszú táviratot küldött a királynak, gratulálva a 70. születésnapjához. 
1942-ben X. Keresztély leesett a lováról, emiatt egy ideig járásképtelen volt és  alkalmatlan volt arra, hogy ellássa hivatalát. A kialakult helyzet miatt a koronaherceget, X. Keresztély fiát, Frigyes herceget régenssé nevezték ki. 1943 végéig Frigyes herceg látta el az uralkodói feladatokat.

### Izland királya
1918. december 1-én a dán-izlandi úniós törvény elismerte Izland szuverenitását (Izlandi Királyság néven)  Dániával közös perszonálunióban  egy közös uralkodó fennhatósága alatt. A törvény lehetővé tette, hogy az uniót 25 évvel később felülvizsgálják.   X. Keresztély Izland királya lett. Dánia német megszállásakor az izlandi kormány úgy ítélte, hogy Keresztély király nem tudja ellátni feladatait. 1944-ben, amikor  Dánia még mindig német megszállás alatt volt, népszavazást tartottak, ahol  a két ország elvált egymástól és Izlandban kikiáltották a köztársaságot.  A még mindig német megszállás alatt álló Dánia királya, X. Keresztély gratulált az új, független államnak.

## Halála
A király 1947. április 20-án 76 éves korában meghalt és a Roskildei székesegyházban helyezték örök nyugalomra.

## Kitüntetései
Dánia: Az Elefántrend gallérjával rendelkező szuverén lovagkereszt
Dánia: A Danneborg rendjének gallérjával foglalkozó szuverén lovagi nagyparancsnok
Portugália: 265. Knight Nagykeresztje a rend a torony és a kard
Spanyolország: Az Aranygyapjas rend lovagja
Nagy-Britannia: A Térdszalagrend 849. lovagja
Nagy-Britannia: A Bath-rend tiszteletbeli lovagkeresztje
Nagy-Britannia: A királyi viktoriánus rend lovagkeresztje

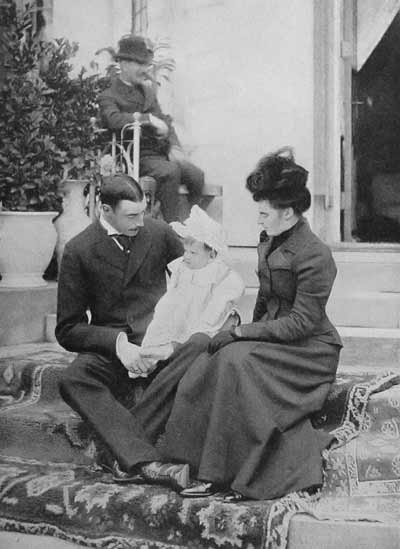
Keresztély herceg és felesége, Alexandrina gyermekükkel, Frigyessel 1900-ban
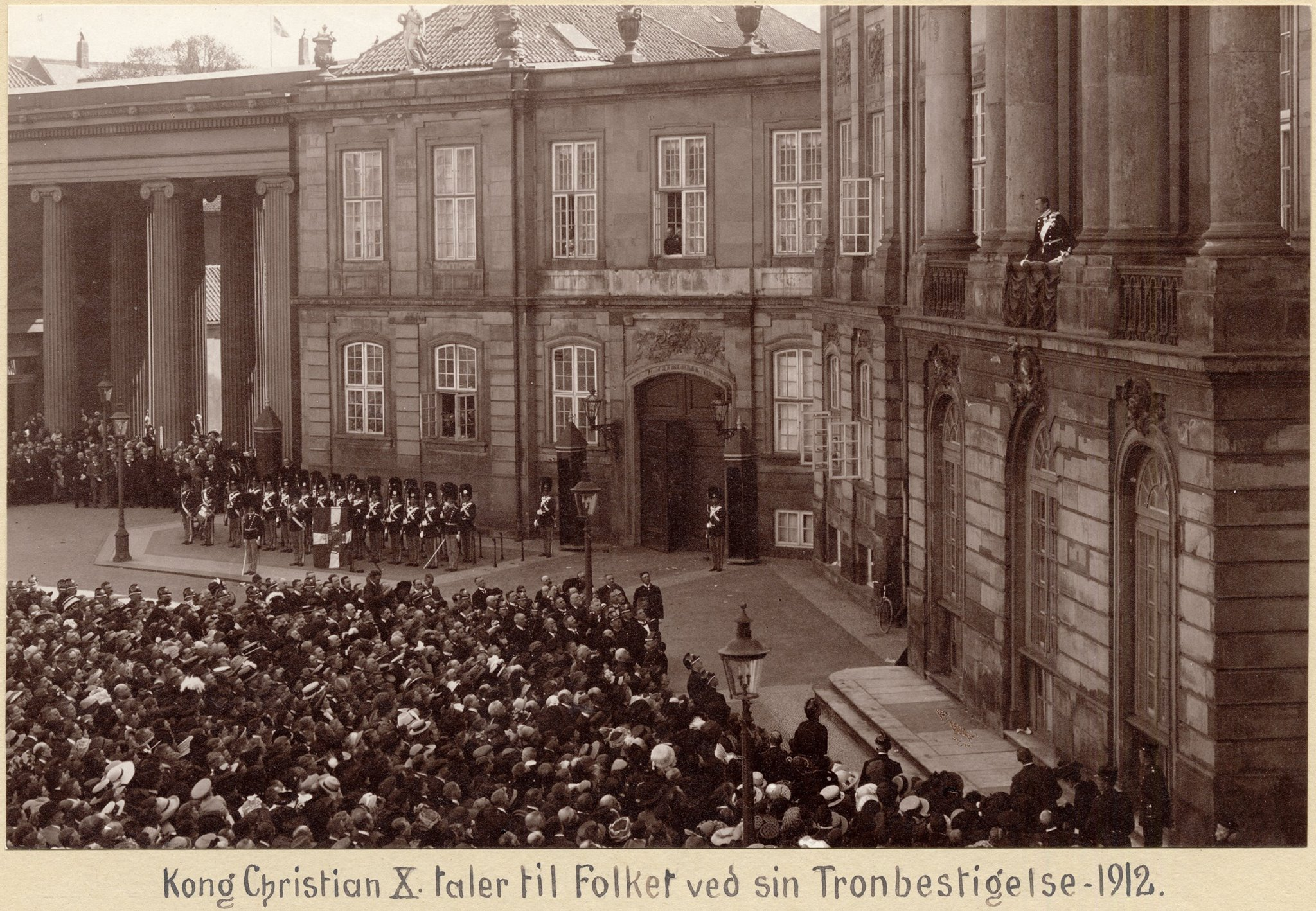
X. Keresztély beszéde trónra lépésekor
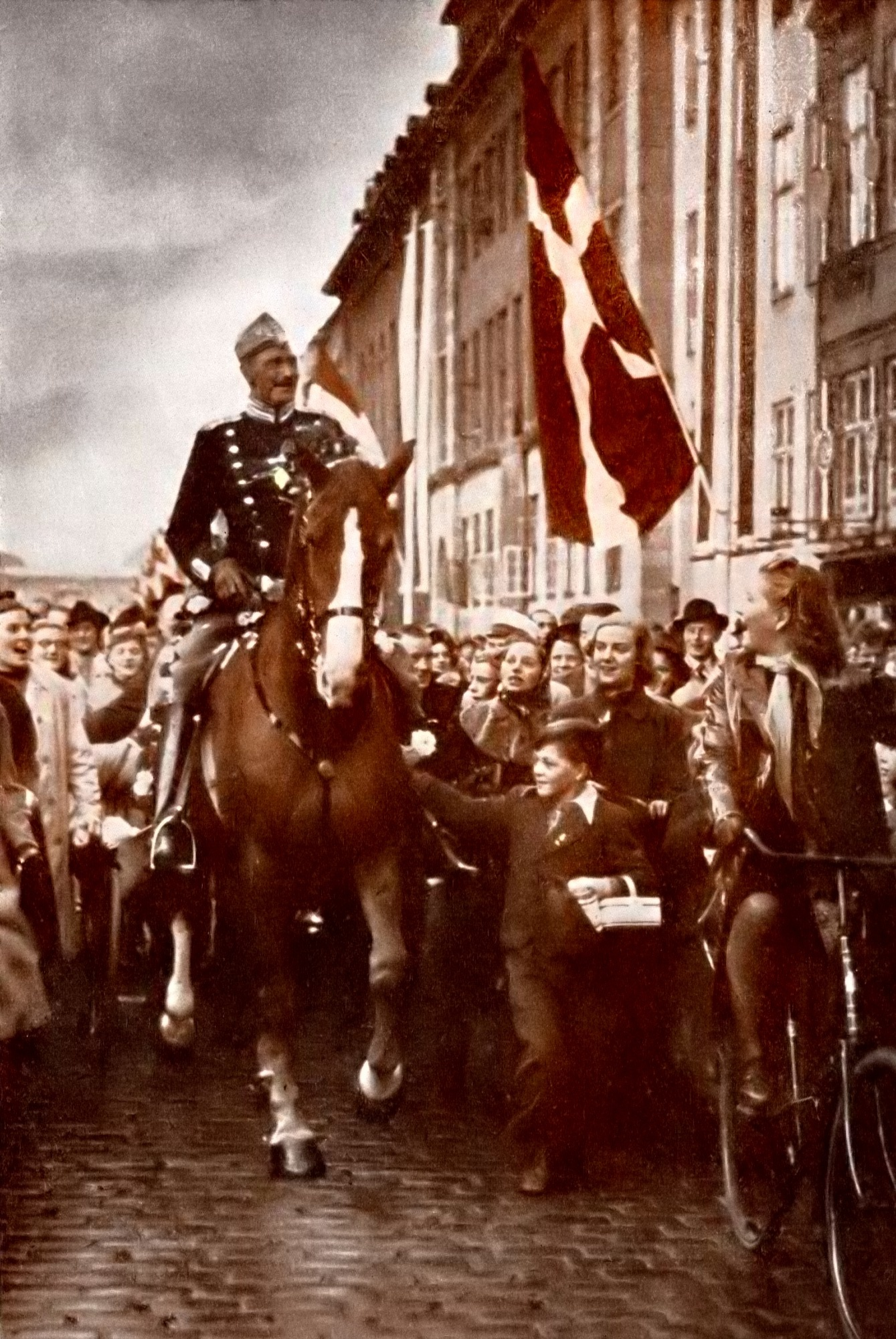
X. Keresztély 70. születésnapján, 1940. szeptember 26-án